# Cerizay
Cerizay – miejscowość i gmina we Francji, w regionie Nowa Akwitania, w departamencie Deux-Sèvres.
Według danych na rok 1990 gminę zamieszkiwało 4787 osób, a gęstość zaludnienia wynosiła 258 osób/km² (wśród 1467 gmin regionu Poitou-Charentes Cerizay plasuje się na 37. miejscu pod względem liczby ludności, natomiast pod względem powierzchni na miejscu 453.).

## Historia
W czasie II wojny światowej znajdował się tu polski Ośrodek Oficerski.